# Спортивна гімнастика на літніх Олімпійських іграх 2008 — Вільні вправи (жінки)
Змагання у вільних вправах в рамках турніру зі спортивної гімнастики на літніх Олімпійських іграх 2008 року відбулись 17 серпня 2008 року в Пекінському державному палаці спорту.

## Призери
| Золото                  | Срібло            | Бронза            |
| Сандра Ізбаша · Румунія | Шон Джонсон · США | Настя Люкін · США |

## Фінал
| Місце | Гімнастка                 | Складність | Виконання | Штраф | Сума   |
| ----- | ------------------------- | ---------- | --------- | ----- | ------ |
|       | Сандра Ізбаша (ROU)       | 6.500      | 9.150     |       | 15.650 |
|       | Шон Джонсон (USA)         | 6.400      | 9.100     |       | 15.500 |
|       | Настя Люкін (USA)         | 6.200      | 9.225     |       | 15.425 |
| 4     | Цзян Юйюань (CHN)         | 6.300      | 9.050     |       | 15.350 |
| 5     | Катерина Крамаренко (RUS) | 6.100      | 8.925     |       | 15.025 |
| 6     | Даяна Сантос (BRA)        | 6.400      | 8.775     | 0.200 | 14.975 |
| 7     | Чен Фей (CHN)             | 6.300      | 8.250     |       | 14.550 |
| 8     | Анна Павлова (RUS)        | 5.800      | 8.325     |       | 14.125 |

## Кваліфіковані гімнастки
| Місце | Гімнастка                 | Складність | Виконання | Штраф | Сума   |
| ----- | ------------------------- | ---------- | --------- | ----- | ------ |
| 1     | Чен Фей (CHN)             | 6.600      | 9.150     |       | 15.750 |
| 2     | Сандра Ізбаша (ROU)       | 6.500      | 8.975     |       | 15.475 |
| 3     | Шон Джонсон (USA)         | 6.300      | 9.125     |       | 15.425 |
| 4     | Настя Люкін (USA)         | 6.200      | 9.150     |       | 15.350 |
| 5     | Даяна Сантос (BRA)        | 6.400      | 8.975     | 0.100 | 15.275 |
| 6     | Катерина Крамаренко (RUS) | 6.100      | 9.050     |       | 15.150 |
| 7     | Анна Павлова (RUS)        | 5.900      | 9.225     |       | 15.125 |
| 8     | Цзян Юйюань (CHN)         | 6.200      | 8.850     |       | 15.050 |